# Шёрг, Франц
Франц Шёрг (нем. Franz Schörg; 15 ноября 1871, Мюнхен — 5 апреля 1923, Вюрцбург) — немецкий скрипач.

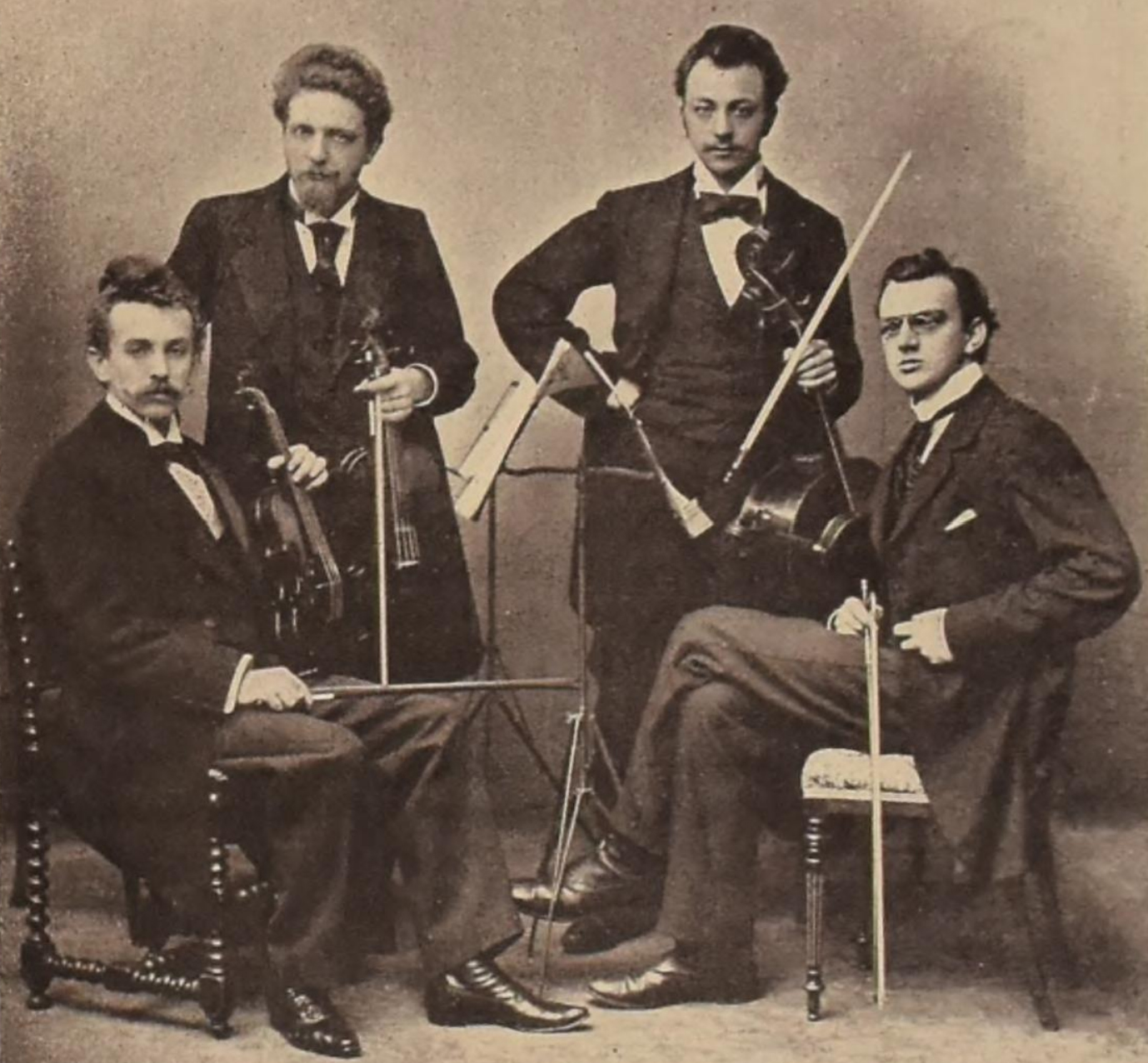
Брюссельский квартет (до 1898 г.)

Учился в Мюнхене у Леопольда Абеля (ученика Ф. Давида), затем в Брюссельской консерватории у Эжена Изаи. В 1890 г., завершив образование, начал европейскую гастрольную карьеру, сохранив Брюссель в качестве постоянного места жительства. Давал частные уроки — в том числе Эрнесту Блоху (1897—1899). В 1895 г. организовал Брюссельский квартет (нем. Brüsseler Streichquartett) с участием второй скрипки Ханса Даухера, альтиста Поля Мири и виолончелиста Жака Гайяра (1875—1940), которого в 1908 году сменил Иосиф Малкин, а затем в 1912 году Эмиль Духард. С репертуаром, основанным на произведениях Бетховена, Шуберта, Брамса и Дворжака, квартет пользовался успехом в предвоенной Европе, особенно много и успешно выступая в Скандинавии. Первая мировая война положила этому конец, коллектив прекратил своё существование, а Шёрг обосновался в Вюрцбурге, получив в 1916 г. место профессора в местной консерватории.